# 新龙华站
新龙华站是上海南线车站，位于上海市徐汇区龙华街道。车站目前为上海局集团南翔直属站管理的二等站，仅办理专用线、专用铁路货运业务。车站位于沪杭内环线和新日支线的交汇处，这两条线路拆除后成为尽头式车站。目前车站大部分地块为上海铁路局新龙华租赁房所在地。

## 历史

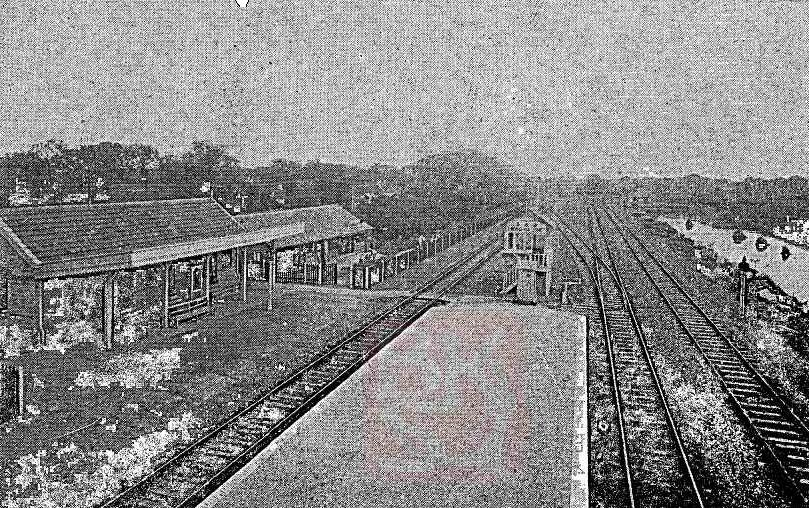
1922年的新龙华站

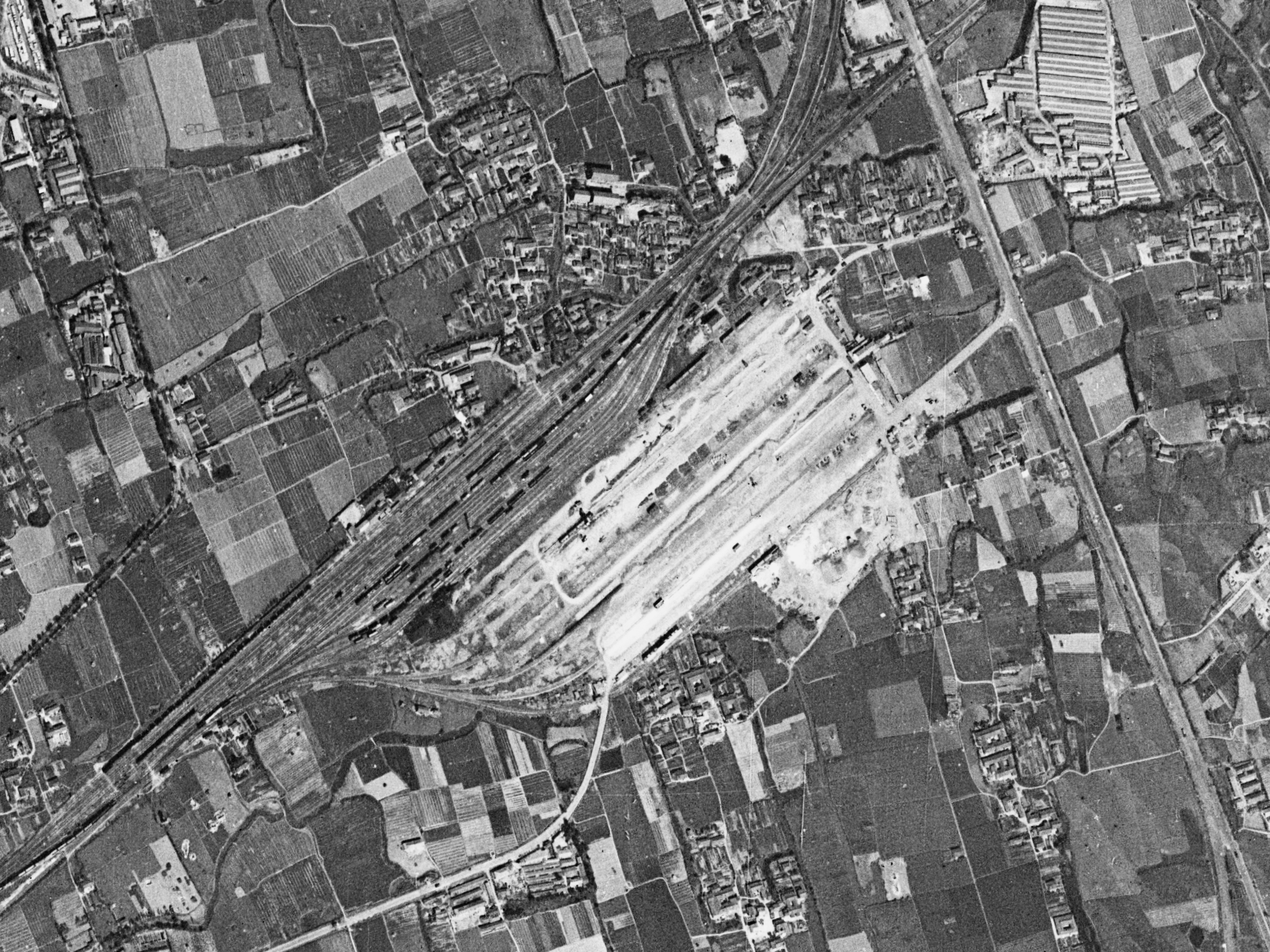
新龙华站卫星图（1966年）

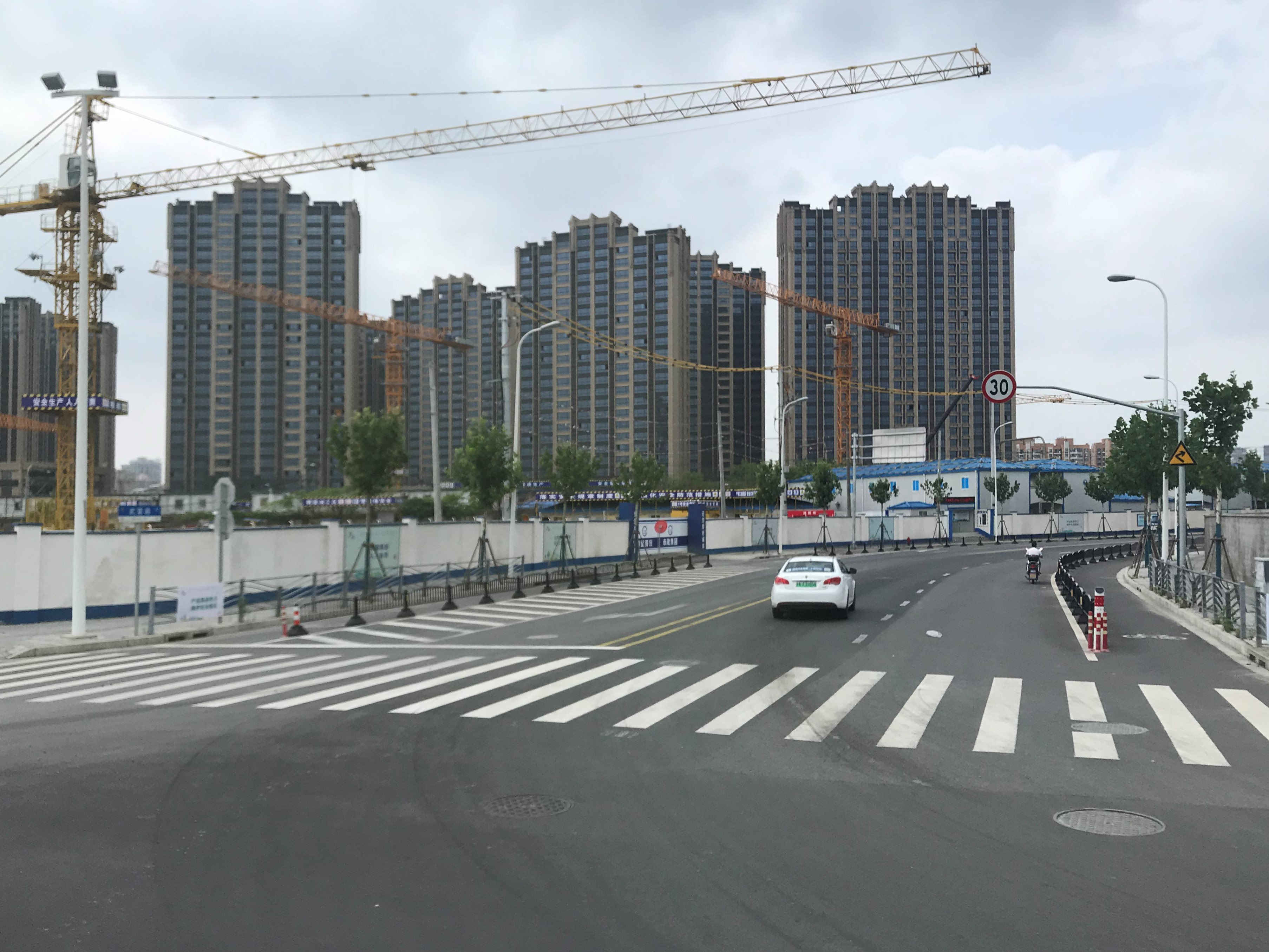
新龙华职工租赁房（2019年）

车站于1916年作为连接沪宁、沪杭铁路的内环连接线车站投入使用。当时车站名为龙华新站，以区别沪杭铁路上的既有龙华站（位于新日支线龙华机场附近）。当时站内设有3条股道，为客运中间站。1933年车站名称由龙华新站更名为新龙华站，随后车站附近区域也被称为新龙华区片:226。
1954年作为第一个五年计划上海铁路枢纽改建计划的一部分，新龙华被升级为二等站，同时车站货运组成立并开始办理货运业务。车站股道数目于1957年底增加至13条。1957年的上海铁路枢纽规划确立了车站作为上海枢纽辅助编组站的地位，1958年车站建成货场和调车驼峰东西各1座，增建股道至18条。1965年，车站股道数量增加至20条，成为上海局黄沙、石子、毛竹等建筑材料的主要到发车站:249。
至1984年，新龙华站占地面积390亩，每日编发27对货车，日吞吐量6500吨。同年车站新建正线及牵出线，并建设灯桥、人行天桥等设施:226-227。
至1995年，车站设有到达、调车、货场三个站场，共有包括货场线路在内共37条股道。其中货场面积11.5万平方米，设有5条装卸线。新龙华站作为上海铁路枢纽的辅助编组站，担当沪杭下行货物列车和南浦站（原日晖港站）小运转列车的编组、集结及始发业务:226-227。
1997年沪杭内环线上海站至本站区间路轨拆除并被改建为城市轨道交通。2002年开工的新上海南站规划在既有新龙华站北侧建设客机折返段和客车整备所。2009年车站至南浦站（原日晖港站）路线拆除，车站货场废弃。随后车站货场地块于2010年被中铁二十四局集团贵溪桥梁厂公司租用，用于沪昆客运专线、京沪高速铁路、金山铁路、宁安客运专线等新建线路的T型梁生产。华东地区新线建设大致完成后，桥梁厂地块于2014年被上海铁路局用于建设新龙华职工租赁房。

## 运营状况
新龙华站目前仅办理专用线整车发到业务。车站设有通往上海市食品进出口公司活畜禽分公司、上海地铁维护保障有限公司和上海机务段的专用线，主要到发货品为钢铁、工业机械、矿件类。